# Le Juge Ti à l'œuvre
Le Juge Ti à l'œuvre est un recueil de huit nouvelles policières de Robert van Gulik, publié en 1967 et mettant en scène le Juge Ti, magistrat à la cour des Tang.
Les nouvelles de recueil se déroulent entre 663 et 670. 
Le juge Ti officie à titre de magistrat de la cour impériale dans diverses villes de Chine.  Son goût du travail bien fait et son sens inné de la justice le conduisent à se charger d'enquêtes, dont il est le détective, afin de faire toute la lumière sur les affaires criminelles qui lui sont confiées.

## Liste des nouvelles du recueil
- Cinq nuages de félicité, enquête située en l'an 663 dans la ville (fictive) de Peng-lai.
- Une affaire de ruban rouge, enquête située en l'an 663 dans la ville (fictive) de Peng-lai.
- Le Passager de la pluie, enquête située en l'an 663 dans la ville (fictive) de Peng-lai.
- Meurtre sur l'étang de lotus, enquête située en l'an 666 dans la ville (fictive) de Han-yuan.
- Les Deux Mendiants, enquête située en l'an 668 dans la ville (fictive) de Pou-yang.
- La Fausse Épée, enquête située en l'an 668 dans la ville (fictive) de Pou-yang.
- Les Cercueils de l'Empereur, enquête située en l'an 670 dans la ville (fictive) de Lan-fang.
- Meurtre au Nouvel An, enquête située en l'an 670 dans la ville (fictive) de Lan-fang.